# Пчеловодство в Армении

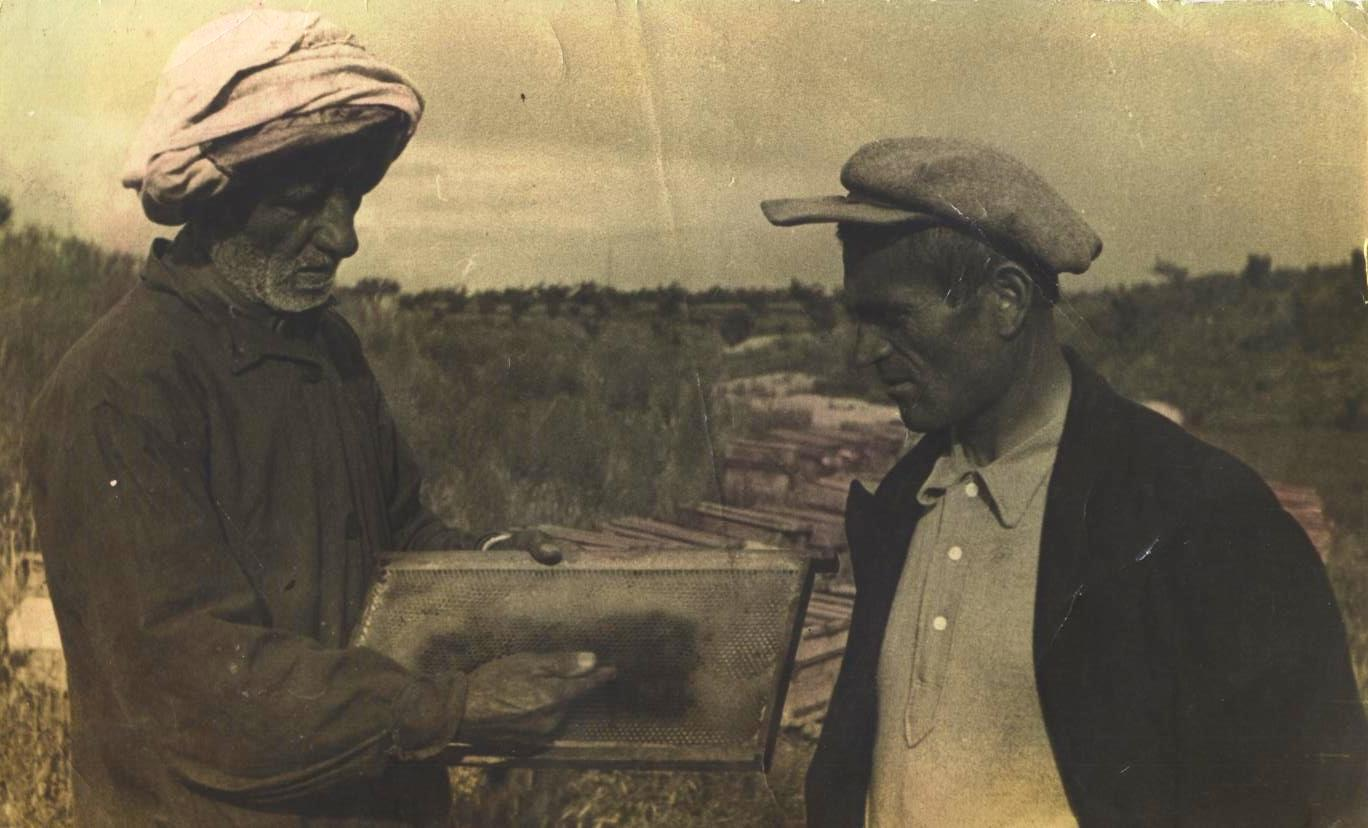
В колхозе Неркин Чарбах (Армянская ССР, 1943)

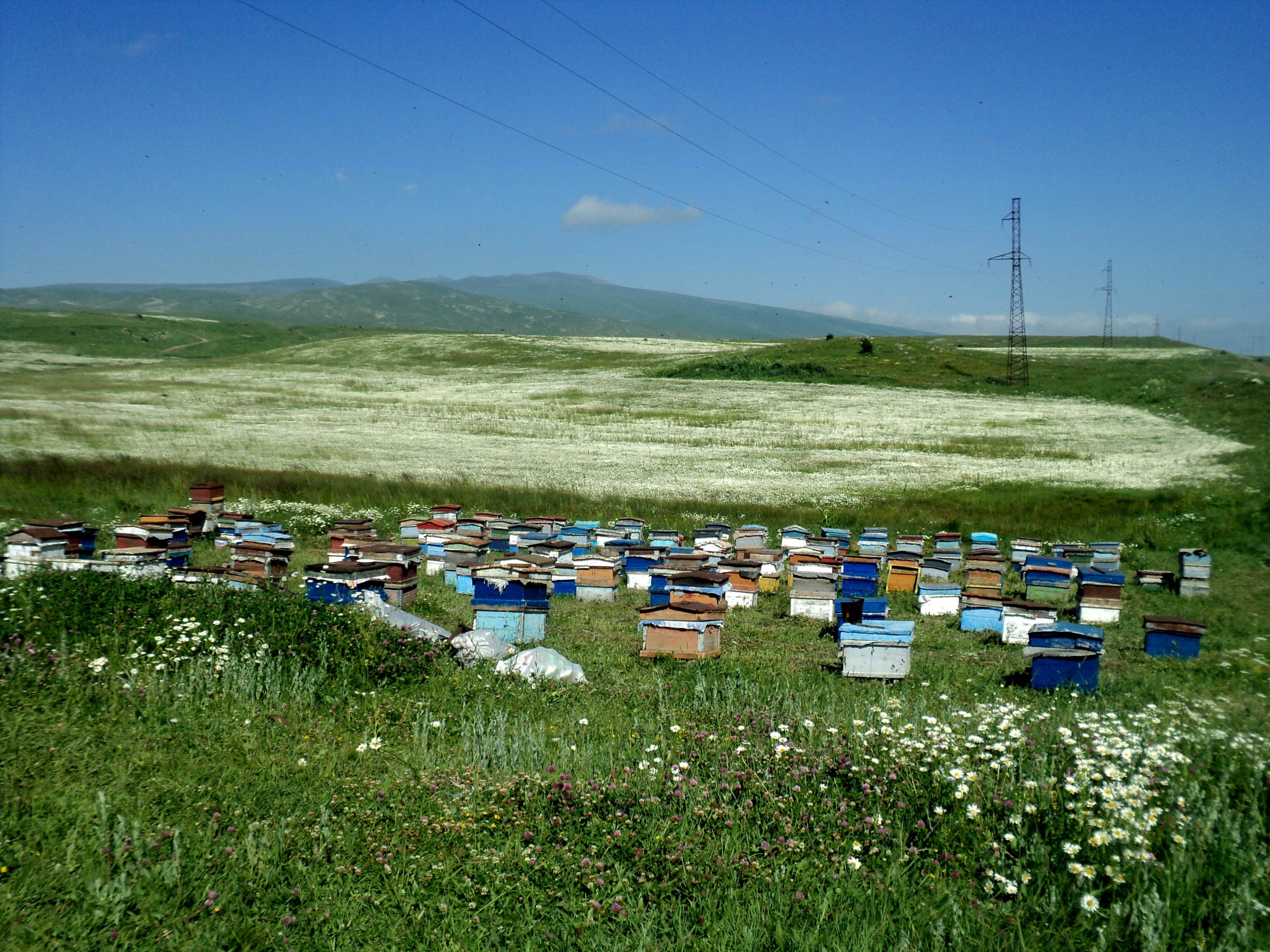
Пчелиные ульи в Зангезурском заказнике

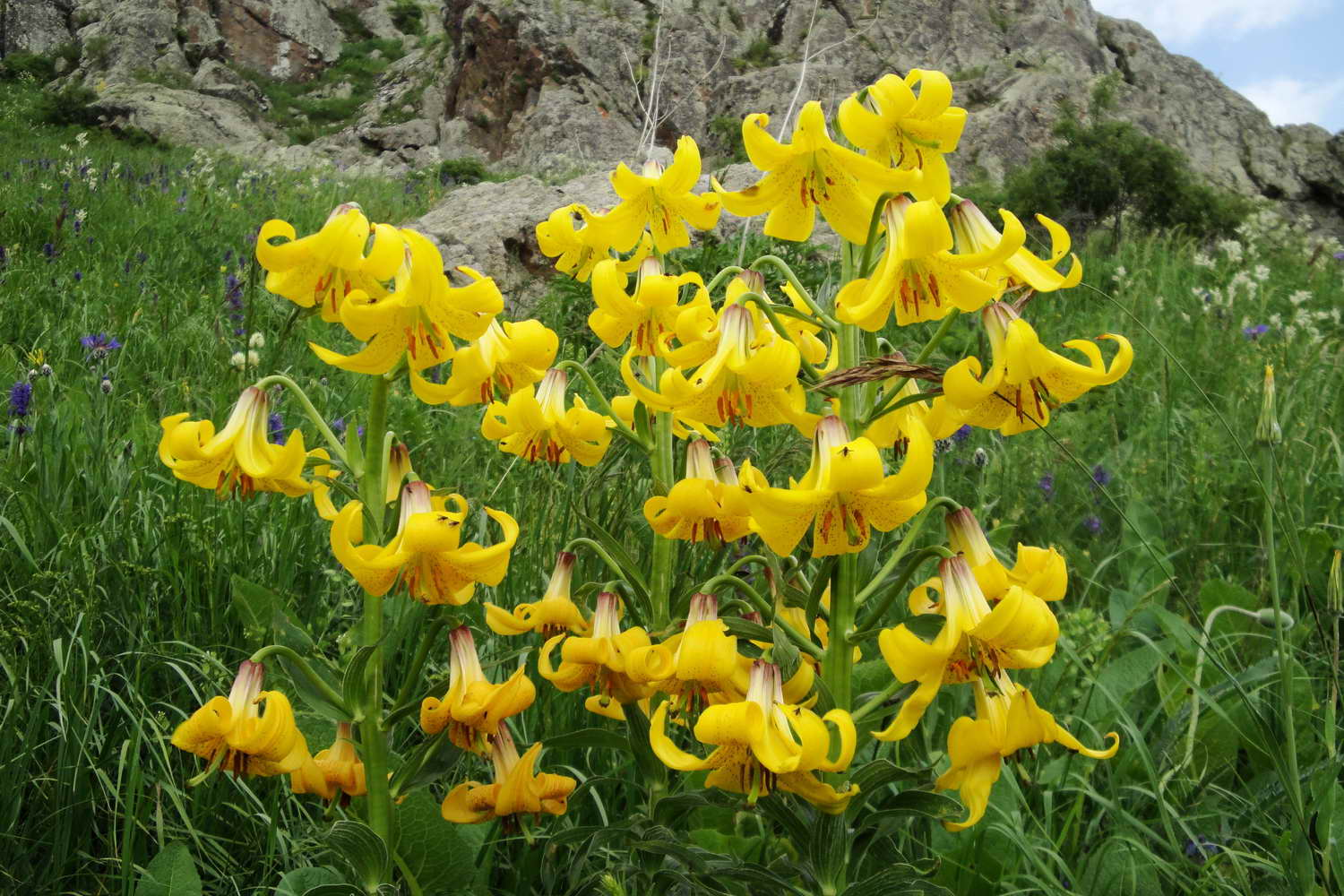
Лилия армянская (Lilium monadelphum subsp. armenum) на Памбакском хребте

Ежегодно в стране производится около 5000 тонн мёда. Армянский мёд по качеству значительно превосходит китайский, украинский и т. д. В Армении по состоянию на 2015 год были регистрированы 480 000 пчелосемей.

## Состояние отрасли
В Армении зарегистрированы три республиканские ассоциации: «Национальная ассоциация фермеров», союз пчеловодов «Нектар», Национальная ассоциация профессиональных пчеловодов «АпиАрмения». Действует также общественная организация «Лорисские пчеловоды».
В Армении действуют 5 больших компаний, занимающихся продажей пчеловоческого инвентаря и инструмента: «Beecity», «Мульти Агро», «Бнутиан храшк Меху», «Оникомб», «Меху». Фирма «BeeCity» также занимается производством инвентаря инструмента.
Есть 5 фабрик, производящих вощину: «Beecity», «Мульти Агро», «Бнутиан храшк Меху», «Оникомб» и «Артик».

## Пчеловодство
Пчёлы Армении относятся к 4 подвидам: жёлтая кавказская (лат. Apis mellifera remi), серая горная (лат. Apis mellifera caucasica), жёлтая долинная кавказская (лат. Apis mellifera remipes) и армянская медоносная пчела (лат. Apis mellifera armeniaca).
Медоносные виды растений представлены около 3500 видами; основные — донник лекарственный, клён, эспарцет, люцерна, липа, клевер и др. Наиболее важными территориями производства меда являются: бассейн озера Севан, Арагацотнская, Сюникская, Ширакская, Лорийская, Котайкская, Тавушская области.

## Армянский мёд
На 2009 год себестоимость меда в Армении не может быть ниже, чем 1500—1600 драмов за 1 кг. Пчеловоды продают мёд по 3000-4000 драмов за кг